# Castle Roads
Castle Roads är ett sund i Bermuda (Storbritannien).   Det ligger i parishen St. George's, i den östra delen av landet, 12 km öster om huvudstaden Hamilton.